# Plectropomus leopardus
Espèce
Statut de conservation UICN

 LC  : Préoccupation mineure
La loche saumonée ou saumonée léopard, Plectropomus leopardus, est une espèce de poissons de la famille des Serranidae.